# NXT TakeOver (cykl gal)
NXT TakeOver – cykl gal profesjonalnego wrestlingu produkowanych przez federację WWE dla zawodników z rozwojowego brandu NXT, której gale są nadawane na żywo na WWE Network. Wszystkie gale NXT TakeOver, w porównaniu do zwykłych odcinków tygodniówki, trwają około dwóch i pół godziny.

## Historia
Pierwsza gala NXT na żywo była wyjątkowo nazwana „NXT Arrival”. Po produkcji kolejnej gali NXT TakeOver zadecydowano, aby człon „TakeOver” został przyjęty na dłużej i każda gala z cyklu TakeOver posiadała swój podtytuł. Pierwsze gale odbywały się w Full Sail University do czasu NXT TakeOver: Brooklyn, gdzie od tamtego momentu gale odbywają się w różnych lokacjach międzystanowych i międzynarodowych.
Po zorganizowaniu gali NXT TakeOver: Brooklyn zdecydowano, że wszystkie kolejne edycje będą odbywały się w przeddzień gal „wielkiej czwórki” głównego rosteru (Royal Rumble, WrestleManii, SummerSlam i Survivor Series). W wyniku tego, gale TakeOver odbywają się w tych samych miastach i najczęściej w tych samych arenach, co następujące gale. Prócz tego w połowie roku, federacja organizowała gale TakeOver: Chicago w przeddzień gali głównego rosteru (w 2017 gali Backlash, w 2018 gali Money in the Bank). Przed pandemią COVID-19 TakeOvery również dzieliły to samo miejsce, co te PPV, z wyjątkiem sytuacji, gdy te PPV odbywały się na stadionie; w tych przypadkach TakeOver odbyło się na arenie w tym samym mieście. Były też cykliczne podserie wydarzeń TakeOver; TakeOver: Brooklyn był również pierwszym, który miał własną podserię TakeOverów. Inne podserie TakeOverów obejmowały Toronto, Chicago, In Your House i najbardziej znaną, WarGames, która odbyła się w noc poprzedzającą Survivor Series w latach 2017–2019; w 2020 roku odbyła się dwa tygodnie po Survivor Series. Wydarzenie obejmowało walkę o tej samej nazwie WarGames jako walkę wieczoru. TakeOver: Stand & Deliver w kwietniu 2021 roku było jedynym TakeOverem, które odbyło się w ciągu dwóch nocy.
Tylko jedna gala NXT TakeOver musiało zostać odwołane. TakeOver: Tampa Bay pierwotnie miał być transmitowany na żywo z Amalie Arena w Tampa w stanie Floryda 4 kwietnia 2020 roku. Gala została początkowo przełożona z powodu pandemii COVID-19, która zaczęła wpływać na program WWE w połowie marca; jednak ostatecznie została odwołana, a walki zaplanowane i zaplanowane na wydarzenie zostały przeniesione do cotygodniowych odcinków NXT, począwszy od 1 kwietnia.
We wrześniu 2021 roku brand NXT przeszedł restrukturyzację, zmieniając nazwę na „NXT 2.0”, powracając jako brand rozwojowy dla WWE. W październiku spekulowano, że federacja może zakończyć cykl TakeOver, ponieważ kolejna gala TakeOver nie została zaplanowana na 2021 roku po sierpniowym TakeOver 36. 9 listopada 2021 roku kolejną galą NXT PPV i Peacock/WWE Network zostało ogłoszone jako WarGames, które odbyło się 5 grudnia 2021 roku. Jednak w przeciwieństwie do poprzednich wydarzeń WarGames, ogłoszenie potwierdziło, że wydarzenie nie będzie galą TakeOver, a zatem kończąc cykl TakeOver. Vengeance Day, Stand & Deliver i In Your House również były kontynuowane jako własne wydarzenia po zaprzestaniu TakeOver, chociaż Vengeance Day 2022 był emitowany jako program telewizyjny zamiast na PPV i Peacock/WWE Network, podczas gdy Stand & Deliver i In Your House 2022 wyemitowane były tylko w Peacock/WWE Network i jako nie PPV.

## Lista gal
| Gala                                              | Lokalizacja              | Arena                                  | Walka wieczoru |
| ------------------------------------------------- | ------------------------ | -------------------------------------- | --- |
| NXT TakeOver 29 maja 2014                         | Winter Park, Floryda     | Full Sail University                   | Adrian Neville (c) vs. Tyson Kidd Singles match o NXT Championship |
| NXT TakeOver: Fatal 4-Way 11 września 2014        | Winter Park, Floryda     | Full Sail University                   | Adrian Neville (c) vs. Tyson Kidd vs. Sami Zayn vs. Tyler Breeze Fatal 4-Way match o NXT Championship                                                                                      |
| NXT TakeOver: R Evolution 11 grudnia 2014         | Winter Park, Floryda     | Full Sail University                   | Adrian Neville (c) vs. Sami Zayn Singles match o NXT Championship |
| NXT TakeOver: Rival 11 lutego 2015                | Winter Park, Floryda     | Full Sail University                   | Sami Zayn (c) vs. Kevin Owens Singles match o NXT Championship |
| NXT TakeOver: Unstoppable 20 maja 2015            | Winter Park, Floryda     | Full Sail University                   | Kevin Owens (c) vs. Sami Zayn Singles match o NXT Championship |
| NXT TakeOver: Brooklyn 22 sierpnia 2015           | Brooklyn, Nowy Jork      | Barclays Center                        | Finn Bálor (c) vs. Kevin Owens Ladder match o NXT Championship |
| NXT TakeOver: Respect 7 października 2015         | Winter Park, Floryda     | Full Sail University                   | Bayley (c) vs. Sasha Banks 30-minutowy Iron Man match o NXT Women’s Championship |
| NXT TakeOver: London 16 grudnia 2015              | Londyn, Anglia           | SSE Arena                              | Finn Bálor (c) vs. Samoa Joe Singles match o NXT Championship |
| NXT TakeOver: Dallas 1 kwietnia 2016              | Dallas, Teksas           | Kay Bailey Hutchison Convention Center | Finn Bálor (c) vs. Samoa Joe Singles match o NXT Championship |
| NXT TakeOver: The End 8 czerwca 2016              | Winter Park, Floryda     | Full Sail University                   | Finn Bálor vs. Samoa Joe (c) Steel Cage match o NXT Championship |
| NXT TakeOver: Brooklyn II 20 sierpnia 2016        | Brooklyn, Nowy Jork      | Barclays Center                        | Samoa Joa (c) vs. Shinsuke Nakamura Singles match o NXT Championship |
| NXT TakeOver: Toronto 19 listopada 2016           | Toronto, Ontario, Kanada | Air Canada Centre                      | Shinsuke Nakamura (c) vs. Samoa Joe Singles match o NXT Championship |
| NXT TakeOver: San Antonio 28 stycznia 2017        | San Antonio, Teksas      | Freeman Coliseum                       | Shinsuke Nakamura (c) vs Bobby Roode Singles match o NXT Championship |
| NXT TakeOver: Orlando 1 kwietnia 2017             | Orlando, Floryda         | Amway Center                           | Bobby Roode (c) vs. Shinsuke Nakamura Singles match o NXT Championship |
| NXT TakeOver: Chicago 20 maja 2017                | Rosemont, Illinois       | Allstate Arena                         | The Authors of Pain (Akam i Rezar) vs. DIY (Johnny Gargano i Tommaso Ciampa) Ladder match o NXT Tag Team Championship                                                                      |
| NXT TakeOver: Brooklyn III 19 sierpnia 2017       | Brooklyn, Nowy Jork      | Barclays Center                        | Bobby Roode (c) vs. Drew McIntyre Singles match o NXT Championship |
| NXT TakeOver: WarGames 18 listopada 2017          | Houston, Teksas          | Toyota Center                          | The Authors of Pain (Akam i Rezar) i Roderick Strong vs. Sanity (Alexander Wolfe, Eric Young i Killian Dain) vs. The Undisputed Era (Adam Cole, Kyle O’Reilly i Bobby Fish) WarGames match |
| NXT TakeOver: Philadelphia 27 stycznia 2018       | Filadelfia, Pensylwania  | Wells Fargo Center                     | Andrade „Cien” Almas (c) vs. Johnny Gargano Singles match o NXT Championship |
| NXT TakeOver: New Orleans 7 kwietnia 2018         | Nowy Orlean, Luizjana    | Smoothie King Center                   | Johnny Gargano vs. Tommaso Ciampa Unsancioned match |
| NXT TakeOver: Chicago II 16 czerwca 2018          | Rosemont, Illinois       | Allstate Arena                         | Johnny Gargano vs. Tommaso Ciampa Chicago Street Fight |
| NXT TakeOver: Brooklyn 4 18 sierpnia 2018         | Brooklyn, Nowy Jork      | Barclays Center                        | Tommaso Ciampa (c) vs. Johnny Gargano Last Man Standing match o NXT Championship |
| NXT TakeOver: WarGames 17 listopada 2018          | Los Angeles, Kalifornia  | Staples Center                         | Pete Dunne, Ricochet, Hanson i Rowe vs. The Undisputed Era (Adam Cole, Kyle O’Reilly, Bobby Fish i Roderick Strong) WarGames match                                                         |
| NXT TakeOver: Phoenix 26 stycznia 2019            | Phoenix, Arizona         | Talking Stick Resort Arena             | Tommaso Ciampa (c) vs. Aleister Black Singles match o NXT Championship |
| NXT TakeOver: New York 5 kwietnia 2019            | Brooklyn, Nowy Jork      | Barclays Center                        | Johnny Gargano vs. Adam Cole Two-out-of-three falls match o zwakowany NXT Championship |
| NXT TakeOver: XXV 1 czerwca 2019                  | Bridgeport, Connecticut  | Webster Bank Arena                     | Johnny Gargano (c) vs. Adam Cole Singles match o NXT Championship |
| NXT TakeOver: Toronto 1 czerwca 2019              | Toronto, Ontario, Kanada | Air Canada Centre                      | Adam Cole (c) vs. Johnny Gargano Two-out-of-three falls match o NXT Championship |
| NXT TakeOver: WarGames 23 listopada 2019          | Rosemont, Illinois       | Allstate Arena                         | Tommaso Ciampa, Keith Lee, Dominik Dijakovic i Kevin Owens vs. The Undisputed Era (Adam Cole, Kyle O’Reilly, Bobby Fish i Roderick Strong) WarGames match                                  |
| NXT TakeOver: Portland 16 lutego 2020             | Portland, Oregon         | Moda Center                            | Adam Cole (c) vs. Tommaso Ciampa Singles match o NXT Championship |
| NXT TakeOver: In Your House 7 czerwca 2020        | Winter Park, Floryda     | Full Sail University                   | Charlotte Flair (c) vs. Rhea Ripley vs. Io Shirai Triple Threat match o NXT Women’s Championship                                                                                           |
| NXT TakeOver XXX 22 sierpnia 2020                 | Winter Park, Floryda     | Full Sail University                   | Keith Lee (c) vs. Karrion Kross Singles match o NXT Championship |
| NXT TakeOver 31 4 października 2020               | Orlando, Floryda         | WWE Performance Center                 | Finn Bálor (c) vs. Kyle O’Reilly Singles match o NXT Championship |
| NXT TakeOver: WarGames 6 grudnia 2020             | Orlando, Floryda         | WWE Performance Center                 | The Undisputed Era (Adam Cole, Kyle O’Reilly, Bobby Fish i Roderick Strong) vs. Team McAfee (Pat McAfee, Pete Dunne, Danny Burch i Oney Lorcan) WarGames match                             |
| NXT TakeOver: Vengeance Day 14 lutego 2021        | Orlando, Floryda         | WWE Performance Center                 | Finn Bálor (c) vs. Kyle O’Reilly Singles match o NXT Championship |
| NXT TakeOver: Stand & Deliver 7 i 8 kwietnia 2021 | Orlando, Floryda         | WWE Performance Center                 | Część 1: Io Shirai (c) vs. Raquel González Singles match o NXT Women’s Championship Część 2: Kyle O’Reilly vs. Adam Cole Unsanctioned match                                                |
| NXT TakeOver: In Your House 13 czerwca 2021       | Orlando, Floryda         | WWE Performance Center                 | Karrion Kross (c) vs. Kyle O’Reilly vs. Adam Cole vs. Johnny Gargano vs. Pete Dunne Fatal 5-Way match o NXT Championship                                                                   |
| NXT TakeOver 36 22 sierpnia 2021                  | Orlando, Floryda         | WWE Performance Center                 | Karrion Kross (c) vs. Samoa Joe Singles match o NXT Championship |